# Hugo Maerten
Pour les articles homonymes, voir Maerten.
Hugo Maerten, né le 5 septembre 1953 à la Halle, est un acteur belge.

## Carrière
Hugo Maerten a fait des études secondaires au Collège Saint Jan Berchmans à Bruxelles, et a obtenu son diplôme en 1975 à l'Institut supérieur d'art dramatique (Studio Herman Teirlinck) à Anvers. Il s'installe aux Pays-Bas et fait ses débuts avec la Haagse Comedie (La Haye) en 1975, au Toneelgroep De Appel (idem) en 1980, joue avec le Ro Theater (Rotterdam) en 1986, avec Het Nationale Toneel (La Haye) en 1987 et 1988, retourne à De Appel en 1989, au Theater van het Oosten (Arnhem) en 1996 et revient dans la troupe en 1999 jusqu'à fin 2016, année de dissolution.
Outre le théâtre, il a joué à la télévision dans Baantjer, Shouf Shouf !, Ernstige Delicten, Spoorloos verdwenen, ZOOP, Van Jonge Leu en Oale Groond, Bluf et Lost in the Game. Il a joué dans les films Achter glas, De nietsnut, La Robe, et l'effet qu'elle produit sur les femmes qui la portent et les hommes qui la regardent (De jurk), De zwarte meteoor, Alibi, Schemer et Broers.

## Vie privée
Il est le père d'une fille, prénommée Bo Maerten (née en 1992), qui elle aussi exerce le métier d'actrice.

## Filmographie

### Cinéma
- 1975 : Because It Is True That Love Exists de Victorine Habets : Figurant
- 1992 : De nietsnut (nl) de Ab van Ieperen : Lifter[2]
- 1996 : La Robe, et l'effet qu'elle produit sur les femmes qui la portent et les hommes qui la regardent de Alex van Warmerdam : Aflegger[3]
- 2007 : Timboektoe (en) de Dave Schram : Dierenarts[4]
- 2011 : People in White de Tellervo Kalleinen et Oliver Kochta-Kalleinen[5]
- 2013 : Smoorverliefd (nl) de Hilde Van Mieghem : Karel Lindner[6]
- 2015 : Match final de Maurice Trouwborst : Henk[7]
- 2017 : Broers (nl) de Bram Schouw : Vader[8]

### Séries télévisées
- 2011 : De Magische Wereld van Paroes de Jeroen van der Zee : Pantagor[9]